# Ahmad Suradji
Ahmad Suradji (* 1949; † 10. Juli 2008), auch bekannt als Nasib Kelewang oder Datuk Maringgi, war ein indonesischer Serienmörder, der zwischen 1986 und 1997 mindestens 42 Frauen und Mädchen ermordete und dafür hingerichtet wurde. Er gilt bis heute als der schlimmste Serienmörder Indonesiens.

## Leben
Ahmad Suradji war Viehzüchter und Wunderheiler, der zusammen mit seinen drei Frauen in einem Außenbezirk von Medan wohnte. Nachdem sich Vermisstenfälle von Personen häuften, die bei ihm in Behandlung waren, erschien die Polizei und durchsuchte am 2. Mai 1997 sein Grundstück. In einem nahegelegenen Zuckerrohrfeld wurde schließlich eine Leiche entdeckt, was zu seiner Verhaftung führte. Insgesamt wurden rund um sein Haus 42 Frauenleichen im Alter von 17 bis 40 Jahren entdeckt, die er in einem Zeitraum von elf Jahren ermordet hatte. Viele der Opfer waren Prostituierte.
Bei seinem Verhör sagte er aus, sein verstorbener Vater habe ihm im Traum befohlen, 70 Frauen zu töten und deren Speichel zu trinken, damit er unbesiegbar wäre. Er gestand, die Frauen in die Zuckerrohrplantagen geführt zu haben, wo er sie (als angeblicher Teil des Rituals) bis zum Unterkörper im Boden vergrub und dann die wehrlosen Opfer mit einem Elektrokabel erdrosselte. Danach entkleidete er die Leichen, trank deren Speichel und vergrub die Körper der Toten so, dass die Köpfe in Richtung seines Hauses zeigten, da ihm dies „zusätzliche Energie“ gebe. 
Suradji wurde am 27. April 1998 wegen 42-fachen Mordes zum Tode verurteilt und am 10. Juli 2008 von einem Erschießungskommando hingerichtet. Eine seiner Ehefrauen wurde als Mitwisserin zu lebenslanger Haft verurteilt.